# آتشکده حسن زوردار
آتشکدۀ حسن زوردار به محوطه باستانی گفته می‌شود که در شمال غربی شهرستان گیلانغرب است. این اثر این محوطه تاریخی در مساحتی حدود ۲۰ هکتار در فاصلأ ۱۵۰۰ متری ضلع شمالی شهر گیلانغرب واقع شده‌است.

## کاوش
در آتشکدۀ حسن زوردار تاکنون دو مرحله کاوش باستان‌شناسی صورت گرفته‌است. در آذر ۱۴۰۱ رئیس اداره میراث فرهنگی شهرستان گیلانغرب از آغاز فصل سوم کاوش‌ها در این محوطه در زمانی نزدیک خبر داد. در بهمن ۱۴۰۲ رئیس میراث فرهنگی گیلانغرب اعلام کرد که مرمت آتشکده از چندماه پیش آغاز شده و ادامۀ آن نیازمند تخصیص اعتبار است.

## کشفیات
طی دو فصل کاوشی که در محوطۀ باستانی آتشکده حسن زوردار صورت گرفته، شواهدی از دوره‌های ماد تا قاجار شامل بخش‌هایی از سازۀ معماری و مواد فرهنگی کشف شده‌است و این امر نشان می‌دهد که این محوطه در دوره‌های تاریخی مختلف کاربردهای گوناگونی داشته‌است. چنین استنباط شده که این محوطه در زمان ساسانیان و اشکانیان محلی برای نیایش و پرستش آتش بوده، اما بعدها در دورۀ اسلامی تغییر کاربری داده و مدتی به کارگاه ذوب فلز تبدیل شده که در کاوش‌های پیشین وسایلی از آن به‌دست آمده‌است.